# 重盘科
重盘科（学名：Diplodiscidae）为斜睪目的一个科。此科的模式属为重盘属。

## 下级分类
本科包括以下属：
- Catadiscus Cohn, 1904
- 重盘属 Diplodiscus Diesing, 1836
- 平腹属 Homalogaster Poirier, 1883
- Pseudodiplodiscus Manter, 1962